# Lomtjärnen (Arnäs socken, Ångermanland)
Lomtjärnen är en sjö i Örnsköldsviks kommun i Ångermanland och ingår i Idbyåns huvudavrinningsområde.